# 허남 자장
허남 자장(許男 子妝)은 허나라의 남작이다. 이름이 자장(子妝)이다. 통치 시기는 불명이나, 동주 시기의 군주로 추정된다. 출토 문물인 허자장보(許子妝簠)에 의거하여 존재를 증명할 수 있게 되었다. 허자장보는 현재 상해박물관에 소장되었고, 높이는 9.8미터, 둘레는 21.6미터, 입구 지름은 29미터이다. 명문은 모두 5행 33자가 있다. 자세한 것은 양백준(楊伯峻)의 2005년 베이징 중화서국 《춘추좌전주(春秋左傳注)》참고.